# Sergio Corrieri
Sergio Corrieri (2 de marzo de 1938, Jaimanitas - 29 de febrero de 2008, La Habana) fue un actor, director teatral e intelectual cubano.
Atraído desde muy joven por la actuación, Corrieri se matriculó en el Teatro Universitario y debutó con 16 años en la pieza del brasileño Joracy Camargo, El nieto de Dios. También encarnó personajes en obras de Arthur Miller, Antón Chéjov, Lope de Vega, Edward Albee, Bertolt Brecht, Arthur Schnitzler, Osvaldo Dragún y Vladímir Maiakovski. En cine, protagonizó Memorias del Subdesarrollo, de Tomás Gutiérrez Alea, Baraguá de José Massip y también se le recuerda por su interpretación en El Hombre de Maisinicú, de Manolo Pérez, papel que le valió el premio a la mejor interpretación masculina en el Festival Internacional de Cine de Moscú.
Comprometido íntimamente con la revolución cubana, Corrieri fundó en 1968 el Grupo Teatro Escambray, en la sierra central de la isla, donde unos años antes se había producido un intento de acabar con el nuevo gobierno cubano. También participó en la campaña cubana en Angola, al frente de un grupo de actores, y se plantó en Nicaragua luego del triunfo sandinista.
En su faceta política, Corrieri fue miembro del Comité Central del Partido Comunista desde 1980, diputado en la Asamblea Nacional, así como miembro del Consejo de Estado. Asimismo fue vicepresidente del Instituto Cubano de Radio y Televisión (ICRT) y jefe del Departamento de Cultura del Comité Central del PCC. Desde 1990, ocupaba la presidencia del Instituto Cubano de Amistad con los Pueblos, cargo desde el cual Corrieri desarrolló una intensa labor como interlocutor del movimiento solidario internacional con la Revolución y contribuyó a que la resistencia y las ideas humanistas de la sociedad cubana fueran ampliamente difundidas. Ejercía tal cargo al momento de su muerte.
Entre los premios que recibió en vida, se encuentran la Orden Félix Varela, la Medalla Alejo Carpentier, la Réplica del Machete del Generalísimo Máximo Gómez y el Premio Nacional de Teatro, en 2006.

## Filmografía
| Año  | Título                     | Rol                    | Notas                    |
| ---- | -------------------------- | ---------------------- | ------------------------ |
| 1962 | Cuba '58                   | Julián                 | Segmento de "Los Novios" |
| 1962 | Crónica Cubana             |                        |                          |
| 1964 | Soy Cuba                   | Alberto                |                          |
| 1965 | Desarraigo                 |                        |                          |
| 1966 | Papeles son papeles        |                        |                          |
| 1968 | La ausencia                |                        | Cortometraje             |
| 1968 | Memorias del Subdesarrollo | Sergio Carmona Mendoyo |                          |
| 1973 | El hombre de Maisinicú     |                        |                          |
| 1975 | Mella                      |                        |                          |
| 1976 | Mina, viento de libertad   |                        |                          |
| 1977 | Río Negro                  |                        |                          |
| 1985 | Como la vida misma         |                        |                          |
| 1986 | Baraguá                    |                        |                          |